# Deathcore (album)
Deathcore – trzeci album studyjny polskiego rapera Chivasa. Wydawnictwo ukazało się 25 stycznia 2024 nakładem wytwórni muzycznej Gugu w dystrybucji e-Muzyka.
Album jest utrzymany w stylu muzyki hip-hop. Składa się z wersji standardowej (1 CD).
Płyta dotarła do 1. miejsca polskiej listy sprzedaży – OLiS.

## Lista utworów
Opracowano na podstawie materiału źródłowego.
| Deathcore – Wersja standardowa | Deathcore – Wersja standardowa        | Deathcore – Wersja standardowa |
| Nr                             | Tytuł utworu                          | Długość                        |
| ------------------------------ | ------------------------------------- | ------------------------------ |
| 1.                             | „Death Note”                          | 2:42                           |
| 2.                             | „Nowy Batman”                         | 2:51                           |
| 3.                             | „Starlink”                            | 2:41                           |
| 4.                             | „Nienawidzę Warszawy!” (oraz Bedoes)  | 2:23                           |
| 5.                             | „Jem zimnego tosta”                   | 2:29                           |
| 6.                             | „Opium!”                              | 3:03                           |
| 7.                             | „Nóż motylkowy” (oraz White 2115)     | 2:56                           |
| 8.                             | „Zabiłem motyla”                      | 2:43                           |
| 9.                             | „Rysunkowy potwór”                    | 2:51                           |
| 10.                            | „Przyjdzie taki dzień gdy będę wolny” | 1:09                           |
|                                |                                       | 25:48                          |

## Pozycje na listach sprzedaży
| Kraj   | Lista (2024)             | Najwyższa pozycja |
| ------ | ------------------------ | ----------------- |
| Polska | OLiS – albumy            | 1                 |
| Polska | OLiS – albumy fizycznie  | 1                 |
| Polska | OLiS – albumy w streamie | 1                 |

| Kraj   | Lista (2024)             | Pozycja |
| ------ | ------------------------ | ------- |
| Polska | OLiS – albumy            | 4       |
| Polska | OLiS – albumy fizycznie  | 4       |
| Polska | OLiS – albumy w streamie | 5       |